# Uthörn (Schiff, 1982)
Die Uthörn ist ein ehemaliges Fischereiforschungsschiff der Biologischen Anstalt des Alfred-Wegener-Institut, Helmholtz-Zentrum für Polar- und Meeresforschung, bereedert durch die Reederei F. Laeisz (Bremerhaven) GmbH.

## Geschichte
Gebaut wurde das Schiff unter der Baunummer 280 auf der Schiffswerft Gebr. Schlömer in Oldersum. Die Kiellegung fand am 1. Juli 1981, der Stapellauf am 5. April 1982 statt. Die Fertigstellung des Schiffes erfolgte im August 1982.
Benannt ist das Schiff nach der Nordseeinsel Uthörn. Es ersetzte 1982 den 1944 als Kriegsfischkutter 492 gebauten und 1947 zum Forschungskutter der Biologischen Anstalt Helgoland umgebauten, 24,02 Meter langen und 6,39 Meter breiten Vorgängerbau gleichen Namens. Die Uthörn wurde 2022 außer Dienst gestellt und ist bis zum 6. September 2023 bei der VEBEG zum Kauf ausgeschrieben. Ein Neubau mit gleichem Namen ist seit 2023 im Dienst.

## Technische Daten und Ausstattung
Angetrieben wird das Schiff von zwei Zwölfzylinder-Viertakt-Dieselmotoren des Herstellers Motoren-Werke Mannheim (Typ: TBD 232 V 12) mit je 231 kW Leistung, die über Untersetzungsgetriebe auf je einen Verstellpropeller wirken. Das Schiff erreicht damit eine Geschwindigkeit von bis zu 10 kn. Das Schiff ist mit einem elektrisch angetriebenen Bugstrahlruder ausgestattet.
Für die Stromerzeugung an Bord stehen zwei von MWM-Dieselmotoren (Typ: D 226-6) angetriebene Generatoren zur Verfügung.
Das Schiff ist mit einem Trocken- und einem Nasslabor ausgestattet. Es wird für Forschungsfahrten in der Deutschen Bucht, aber auch für die Versorgung der Biologischen Anstalt des Alfred-Wegener-Instituts auf Helgoland eingesetzt. Das Schiff kann fünf Tage auf See bleiben und dabei 1200 Seemeilen zurücklegen. An Bord ist Platz für zwei Wissenschaftler. Auf Tagesfahrten können bis zu 25 Personen eingeschifft werden.